# Jacques-Philippe Le Sueur
Pour les articles homonymes, voir Lesueur.
Jacques-Philippe Le Sueur, né le 24 mars 1757 à Paris où il est mort le 4 décembre 1830, est un sculpteur français.

## Biographie
Élève de François-Joseph Duret, Le Sueur se fait remarquer dès sa jeunesse. En 1778, Girardin le charge d’exécuter le tombeau de Jean-Jacques Rousseau, situé dans l’ile des Peupliers à Ermenonville.
Lauréat du deuxième prix de Rome de sculpture en 1780, il se rend à Rome. À son retour en France, Nicolas Beaujon lui confie l'exécution du groupe des Trois Grâces.

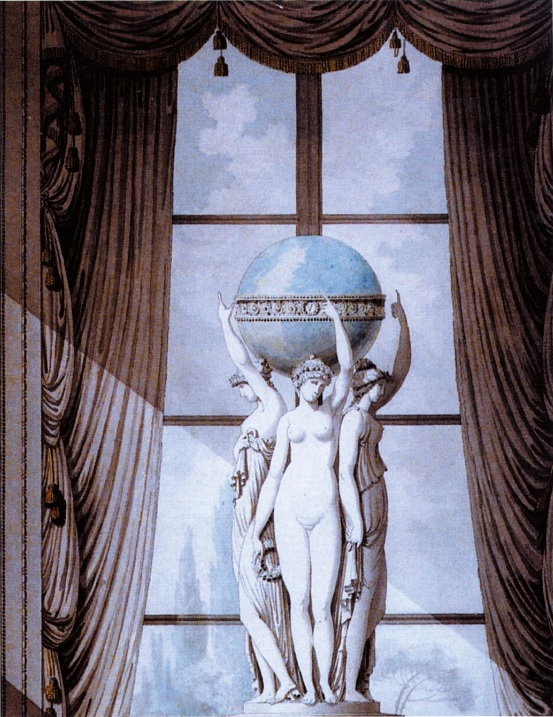
Pierre I Bernard, [Pendule]. Peinture de la Pendule aux quatre saisons, réalisée par Le Sueur.

Il honore des commandes de l'État, parmi lesquelles on peut citer un des bas-reliefs qui décoraient le péristyle du Panthéon de Paris, La Paix de Presbourg pour l’arc de triomphe du Carrousel, le fronton nord de l'aile sud de la cour carrée du palais du Louvre, une Statue de Montaigne à Libourne, celle du Bailli de Suffren à Paris sur le pont Louis XVI.
Le Sueur entre à l’Institut en 1816. Il est décoré de la Légion d’honneur en 1828.